# 할 에이블슨
해럴드 에이블슨(Harold Abelson, 1947년 4월 26일~)은 미국의 수학자이자 컴퓨터 과학자이다. 그는 매사추세츠 공과대학교(MIT) 전기 공학 및 컴퓨터 과학부의 컴퓨터 과학 및 공학 교수이며, 크리에이티브 커먼즈와 자유 소프트웨어 재단의 설립 이사이며, MIT 앱 인벤터 플랫폼의 개발자이자 표지 삽화 때문에 "마법사 책"이라고도 불리는 널리 사용되는 교과서 컴퓨터 프로그램의 구조와 해석(SICP)의 공동 저자이다.
그는 1981년부터 개인용 컴퓨터에서 널리 사용 가능하게 된 로고 언어의 애플 II용 첫 번째 구현을 지휘했으며, 1982년에 로고에 대한 베스트셀러 책을 출판했다. 제럴드 제이 서스먼과 함께 에이블슨은 MIT의 입문 컴퓨터 과학 과목인 "컴퓨터 프로그램의 구조와 해석"(종종 MIT 과목 번호인 6.001로 불림)을 개발했는데, 이 과목은 컴퓨터 언어가 단순히 컴퓨터가 작업을 수행하게 하는 방법이 아니라 주로 방법론에 대한 아이디어를 표현하기 위한 형식적 매체라는 개념을 중심으로 구성되었다.
에이블슨과 서스먼은 또한 MIT 수학 및 계산 프로젝트의 공동 책임자로서 협력하고 있다. MIT 오픈코스웨어(OCW) 프로젝트는 에이블슨과 다른 MIT 교수진이 주도했다.
에이블슨은 연방수사국(FBI)의 에런 스워츠 기소에 대한 MIT의 선택과 역할에 대한 내부 조사를 지휘했는데, 이 조사는 MIT가 법적으로 잘못한 것이 없다고 결론 내렸지만 MIT가 일부 내부 정책을 변경하는 것을 고려할 것을 권고했다.

## 학력
에이블슨은 1969년 프린스턴 대학교에서 윌리엄 브라우더의 지도를 받아 고정점 집합이 있는 작용: 동차 구에 대한 상급 논문을 완성한 후 수학 인문사회 학사 학위를 받았다.
그는 1973년 매사추세츠 공과대학교에서 데니스 설리번의 지도를 받아 유한 기본군을 가진 위상적으로 다른 켤레 다양체에 대한 연구를 마친 후 수학 박사 학위를 받았다.

## 경력 및 연구
에이블슨은 크리에이티브 커먼즈와 퍼블릭 날리지의 설립 이사이자 기술 민주주의 센터의 이사이기도 하다.

### 컴퓨터 과학 교육
에이블슨은 교육에서 계산을 개념적 틀로 사용하는 데 오랜 관심을 가지고 있다. 그는 애플 II용 로고의 첫 번째 구현을 지휘했는데, 이로 인해 이 언어는 1981년부터 개인용 컴퓨터에서 널리 사용 가능하게 되었고, 1982년에 로고에 대한 베스트셀러 책을 출판했다. 1981년 안드레아 디세사와 함께 쓴 그의 책 《터틀 지오메트리》는 "전체 교육/학습 과정의 혁명적인 변화의 첫 걸음"으로 인용된 기하학에 대한 계산적 접근법을 제시했다. 2015년 3월, 에이블슨의 1969년 터틀 그래픽 구현 사본은 세계 최초의 컴퓨터 알고리즘 경매인 더 알고리즘 옥션에서 판매되었다.
제럴드 제이 서스먼과 함께 에이블슨은 컴퓨터 언어가 단순히 컴퓨터가 작업을 수행하게 하는 방법이 아니라 주로 방법론에 대한 아이디어를 표현하기 위한 형식적 매체라는 개념을 중심으로 구성된 MIT의 입문 컴퓨터 과학 과목인 컴퓨터 프로그램의 구조와 해석을 개발했다. 같은 이름의 교과서, 그들의 강의 비디오테이프, 그리고 (과정 교육에 사용되는) 리스프의 스킴 방언이 개인용 컴퓨터에서 사용 가능하게 됨으로써 이 작업은 전 세계적으로 대학 컴퓨터 과학 교육에 영향을 미쳤다.
그는 구글의 방문 교수진으로, 안드로이드용 앱 인벤터 팀의 일원이었는데, 이는 프로그래밍 배경이 없는 사람들도 쉽게 모바일 앱을 작성하고 "이것이 입문 컴퓨팅의 본질을 바꿀 수 있는지 탐구"하는 것을 목표로 하는 교육 프로그램이었다. 그는 데이비드 울버, 엘런 스퍼터스, 리즈 루니와 함께 2011년 오라일리 미디어에서 출판된 앱 인벤터 책의 공동 저자이다. 구글이 2009년 말 앱 인벤터를 오픈 소스 소프트웨어로 출시하고 2011년 MIT 미디어 랩에 초기 자금을 제공한 후, 에이블슨은 앱 인벤터 개발을 계속하기 위해 MIT 모바일 학습 센터의 공동 책임자가 되었다.

### 컴퓨팅 도구
에이블슨과 서스먼은 또한 MIT 컴퓨터 과학 및 인공지능 연구소(CSAIL, 이전에는 CSAIL의 구성 요소인 MIT 인공지능 연구소(AI Lab)와 MIT 컴퓨터 과학 연구소(LCS)의 공동 프로젝트였던)의 프로젝트인 MIT 수학 및 계산 프로젝트를 공동으로 지휘하고 있다. 이 프로젝트의 목표는 과학자와 엔지니어를 위한 더 나은 계산 도구를 만드는 것이다. 그러나 강력한 수치 컴퓨터를 사용하더라도 복잡한 물리 시스템을 탐색하려면 시뮬레이션을 준비하고 수치 결과를 해석하는 데 상당한 인간의 노력과 판단이 여전히 필요하다.
에이블슨과 서스먼은 학생들과 함께 수치 계산, 기호 대수, 휴리스틱 프로그래밍의 방법을 결합하여 대규모 수치 계산을 수행할 뿐만 아니라 이러한 계산을 해석하고 정성적인 용어로 결과를 논의하는 프로그램을 개발하고 있다. 이러한 프로그램은 고수준 행동 설명을 기반으로 물리 시스템을 모니터링하는 지능형 과학 기기의 기초를 형성할 수 있다. 더 일반적으로, 그들은 복잡한 물리 시스템을 자율적으로 탐색할 수 있는 새로운 세대의 계산 도구로 이어질 수 있으며, 이는 과학 및 공학의 미래 실천에서 중요한 역할을 할 것이다. 동시에 이러한 프로그램은 과학 및 공학을 가르치는 더 나은 방법의 기초를 형성할 수 있는 과학 지식의 계산적 공식을 통합한다.

### 자유 소프트웨어 운동
에이블슨과 서스먼은 자유 소프트웨어 재단(FSF)의 이사회에서 봉사하는 것을 포함하여 자유 소프트웨어 운동(FSM)의 일원이기도 하다.
에이블슨은 앤드류 황의 《Xbox 해킹》과 키스 윈스타인의 7줄짜리 펄 DeCSS 스크립트(Qrpff) 출판, 그리고 MIT 캠퍼스 전역의 음악 배포 시스템인 음악 프로젝트에 대한 라이브러리 액세스(LAMP)에 관여한 것으로 알려져 있다. MIT 오픈코스웨어(OCW) 프로젝트는 할 에이블슨과 다른 MIT 교수진이 주도했다.

### 에런 스워츠 조사
2013년 1월, 오픈 액세스 활동가 에런 스워츠가 자살했다. 그는 MIT 근처에서 체포되었으며 MIT의 오픈 액세스 캠퍼스 네트워크를 통해 JSTOR 기사를 다운로드한 혐의로 최대 35년의 징역형을 선고받을 위기에 처해 있었다.
이에 MIT는 할 에이블슨 교수를 임명하여 FBI의 에런 스워츠 기소에서 MIT의 선택과 역할에 대한 내부 조사를 주도하게 했다. 보고서는 2013년 7월 26일에 제출되었다. 이 보고서는 MIT가 법적으로 잘못한 것이 없다고 결론 내렸지만 MIT가 일부 내부 정책을 변경하는 것을 고려할 것을 권고했다.

### 수상 및 영예
- 1992년, 교육 및 학부 교육에 대한 상당하고 지속적인 기여를 인정받아 MIT의 첫 번째 맥비카 교수 연구원 6명 중 한 명으로 지정됨[21]
- 1992년 보스 상, MIT 공과대학 교육상[21]
- 1995년 IEEE 컴퓨터 학회가 수여하는 테일러 L. 부스 교육상, 입문 컴퓨터 과학의 교육학 및 교육에 대한 지속적인 기여로 인용됨[28]
- 2011년 ACM 칼 V. 칼스트롬 우수 교육자 상, "다양한 종류의 컴퓨팅 전문 지식을 추구하는 학생들을 위해 설계된 커리큘럼의 혁신적인 발전과 개방형 교육 자원 운동에서의 리더십을 통해 컴퓨팅 교육에 기여한 공로"로[15]
- 2012년 ACM SIGCSE 컴퓨터 과학 교육 공로상[29]

### 출판물
- 컴퓨터 프로그램의 구조와 해석[3]
- 《터틀 지오메트리: 수학 탐구 매체로서의 컴퓨터》[30]
- 《비트의 폭발: 디지털 폭발 이후 당신의 삶, 자유, 그리고 행복》[31][32]
- 《앱 인벤터 2: 나만의 안드로이드 앱 만들기》[33][19]